# Alain De Roo
Alain De Roo (* 27. November 1955 in Gent) ist ein ehemaliger belgischer Radrennfahrer.

## Sportliche Laufbahn
De Roo war im Straßenradsport und im Bahnradsport aktiv. Von 1978 bis 1989 war er Berufsfahrer. In seiner ersten Saison als Profi holte er in der Tour d’Indre-et-Loire einen Etappensieg. 1979 siegte er im Omloop van het Houtland, 1982 im Omloop van West-Brabant, 1984 im Leeuwse Pijl vor Gery Verlinden, 1985 im Grand Prix Lucien Van Impe. Im GP Stad Zottegem wurde er 1984 Zweiter hinter Luc Colijn. 1985 siegte er im Grand Prix de Hannut. Seinen letzten Sieg als Profi hatte er 1987 bei einem Kriterium in Bellegem.
Die Tour de France fuhr er zweimal. 1981 wurde er 119. und 1982 123. der Gesamtwertung. In der Vuelta a España 1980 war er ausgeschieden. In den Rennen der Monumente des Radsports war der 26. Platz im Rennen Mailand–Sanremo 1979 sein bestes Resultat.